# Escocia en la Copa Mundial de Fútbol de 1982
Escocia es una de las 24 selecciones participantes en la Copa Mundial de Fútbol de España 1982, la que es su quinta participación en un mundial y tercera de manera consecutiva.

## Clasificación

### Grupo 6
| Pos. | País              | Pts | J | G | E | P | GF | GC | GD |
| ---- | ----------------- | --- | - | - | - | - | -- | -- | -- |
| 1    | Escocia           | 11  | 8 | 4 | 3 | 1 | 9  | 4  | +5 |
| 2    | Irlanda del Norte | 9   | 8 | 3 | 3 | 2 | 6  | 3  | +3 |
| 3    | Suecia            | 8   | 8 | 3 | 2 | 3 | 7  | 8  | −1 |
| 4    | Portugal          | 7   | 8 | 3 | 1 | 4 | 8  | 11 | −3 |
| 5    | Israel            | 5   | 8 | 1 | 3 | 4 | 6  | 10 | −4 |

| 10-9-1980 | Suecia | 0 – 1   | Escocia      | Råsunda Stadium, Estocolmo                               |                                                          |
|           |        | Reporte | Strachan 72' | Asistencia: 39,831 espectadores Árbitro(s): Franz Wöhrer | Asistencia: 39,831 espectadores Árbitro(s): Franz Wöhrer |

| 15-10-1980 | Escocia | 0 – 0   | Portugal | Hampden Park, Glasgow                                   |                                                         |
|            |         | Reporte |          | Asistencia: 60,765 espectadores Árbitro(s): Jan Redelfs | Asistencia: 60,765 espectadores Árbitro(s): Jan Redelfs |

| 25-2-1981 | Israel | 0 – 1   | Escocia      | Ramat Gan Stadium, Ramat Gan                        |                                                     |
|           |        | Reporte | Dalglish 54' | Asistencia: 45,000 espectadores Árbitro(s): Anderco | Asistencia: 45,000 espectadores Árbitro(s): Anderco |

| 25-3-1981 | Escocia  | 1 – 1   | Irlanda del Norte | Hampden Park, Glasgow                                       |                                                             |
|           | Wark 75' | Reporte | Hamilton 70'      | Asistencia: 78,444 espectadores Árbitro(s): Klaus Scheurell | Asistencia: 78,444 espectadores Árbitro(s): Klaus Scheurell |

| 28-4-1981 | Escocia                                      | 3 – 1   | Israel    | Hampden Park, Glasgow                                            |                                                                  |
|           | Robertson 21' (pen.) 30' (pen.) · Provan 54' | Reporte | Sinai 56' | Asistencia: 60,000 espectadores Árbitro(s): Gudmundur Haraldsson | Asistencia: 60,000 espectadores Árbitro(s): Gudmundur Haraldsson |

| 9-9-1981 | Escocia                           | 2 – 0   | Suecia | Hampden Park, Glasgow                                   |                                                         |
|          | Jordan 20' · Robertson 80' (pen.) | Reporte |        | Asistencia: 81,511 espectadores Árbitro(s): André Daina | Asistencia: 81,511 espectadores Árbitro(s): André Daina |

| 14-10-1981 | Irlanda del Norte | 0 – 0   | Escocia | Windsor Park, Belfast                                      |                                                            |
|            |                   | Reporte |         | Asistencia: 22,248 espectadores Árbitro(s): Valeri Butenko | Asistencia: 22,248 espectadores Árbitro(s): Valeri Butenko |

| 18-11-1981 | Portugal             | 2 – 1   | Escocia     | Estádio da Luz, Lisboa          |                                 |
|            | M. Fernandes 33' 56' | Reporte | Sturrock 9' | Asistencia: 25,000 espectadores | Asistencia: 25,000 espectadores |

## Jugadores
Estos son los 22 jugadores convocados para el torneo:

## Resultados
Escocia fue eliminada del mundial, terminando tercera en el grupo 6.
| País            | J | G | E | P | GF | GC | GD  | PTS |
| --------------- | - | - | - | - | -- | -- | --- | --- |
| Brasil          | 3 | 3 | 0 | 0 | 10 | 2  | +8  | 6   |
| Unión Soviética | 3 | 1 | 1 | 1 | 6  | 4  | +2  | 3   |
| Escocia         | 3 | 1 | 1 | 1 | 8  | 8  | 0   | 3   |
| Nueva Zelanda   | 3 | 0 | 0 | 3 | 2  | 12 | −10 | 0   |

| 15 de junio de 1982 | Escocia                                                     | 5–2     | Nueva Zelanda            | Estadio La Rosaleda, Málaga                             |                                                         |
|                     | Dalglish 18' · Wark 29' 32' · Robertson 73' · Archibald 79' | Reporte | Sumner 54' · Wooddin 64' | Asistencia: 36,000 espectadores Árbitro(s): David Socha | Asistencia: 36,000 espectadores Árbitro(s): David Socha |

| 18 de junio de 1982 | Brasil                                       | 4–1     | Escocia   | Estadio Benito Villamarín, Sevilla                             |                                                                |
|                     | Zico 33' · Oscar 48' · Éder 63' · Falcão 87' | Reporte | Narey 18' | Asistencia: 47,379 espectadores Árbitro(s): Luis Paulino Siles | Asistencia: 47,379 espectadores Árbitro(s): Luis Paulino Siles |

| 22 de junio de 1982 | Unión Soviética              | 2–2     | Escocia                  | Estadio La Rosaleda, Málaga                                |                                                            |
|                     | Chivadze 59' · Shengelia 84' | Reporte | Jordan 15' · Souness 86' | Asistencia: 45 000 espectadores Árbitro(s): Nicolae Rainea | Asistencia: 45 000 espectadores Árbitro(s): Nicolae Rainea |